# G. Schulz Maschinen- und Automobilfabrik
G. Schulz Maschinen- und Automobilfabrik war ein deutscher Hersteller von Automobilen und Lastkraftwagen.

## Unternehmensgeschichte
Das Unternehmen aus Magdeburg-Neustadt wurde 1892 gegründet. 1902 begann die Produktion von Automobilen. Der Markenname lautete Schulz. Ein Fahrzeug nahm 1905 mit der Startnummer 66 an der Herkomer-Konkurrenz teil. 1907 endete die Automobilproduktion. Lastwagen entstanden zwischen 1906 und 1907.

## Fahrzeuge
Die ersten Automodelle erschienen 1902. 1904 wurden die Modelle 18 PS und 28 PS auf einer Automobilausstellung in Berlin präsentiert. Ebenfalls 1904 wurde das Modell Bauer vorgestellt. Hier sorgte ein Vierzylindermotor mit 24 PS für den Antrieb. Möglicherweise wurde dieses Modell von der in Konkurs geratenen Süddeutschen Motorwagen-Industrie Noris Gebr. Bauer übernommen.
Die Lastwagen hatten Zweizylindermotoren mit 2300 cm³ Hubraum.

## Technische Daten 24 PS Tourenwagen
| Kenngrößen  | Daten                                       |
| Motor       | 4 Zylinder                                  |
| Bohrung     | 110 mm                                      |
| Hub         | 120 mm                                      |
| Hubraum     | 4561 cm³                                    |
| Verdichtung | 1 : 6,3                                     |
| Leistung    | 17 kW (24 PS) bei 1350/min                  |
| Zylinder    | kupferne Zylindermäntel                     |
| Reifengröße | 870                                         |
| Gewichte    | Wagen etwa 1200 kg                          |
| Vmax        | etwa 96 km/h                                |
| Verbrauch   | etwa 16,6 Liter/100 km (auf 1000 km 125 kg) |

Quelle: